# Susanne Lindberg
Susanne Lindberg (5. november 1871 i København – 9. marts 1934 i Hvidovre) var en kvindelig dansk cykelrytter og bror til nationaløkonom Jakob Kristian Lindberg.
Susanne Lindberg opnåede i 1890'erne verdensberømmelse for sine præstationer som cykelrytter. Hun voksede op i et grundtvigiansk miljø. Hendes fader, Niels Lindberg, var valgmenighedspræst i Kerteminde. Efter faderens død i 1886 flyttede familien til København, hvor hun gik på Kunstakademiet for at blive uddannet til maler.
Susanne Lindberg, deltog i foråret 1895 i de mandlige cykelrytteres træning i Dansk Bicycle Club. Senere samme år deltog hun for første gang i et cykelløb, DBCs Stjerneløb, hvor hun ganske uventet blev nummer fem i konkurrence med 25 mandlige deltagere. De følgende to år stillede hun op i en del løb på lige fod med de mandlige cykelryttere, Det blev en femteplads i mændenes Sjællandsløb 1896, hvor hun undervejs skadede det ene knæ slemt og måtte cykle de sidste 20 km med ét ben. I det såkaldte Esbjergløb, 1897, blev hun placeret som nummer 17 ud af 27 gennemførende ryttere, og hun fik en guldmedalje for denne præstation. Størst opsigt, også udenfor Danmarks grænser, vakte hendes verdensrekord 1897 på 1.000 km i tiden 54 timer 18 min. Hele 3 timer 2 min bedre end den hidtidige rekord sat af en mand. I mere end to døgn cyklede hun rundt på de sjællandske landeveje, mens et hold på 25 mandlige pacere, hjalp henne at holdt tempoet oppe. Hendes forlovede, senere ægtefælle, Charles Hansen betalte for løbets udgifter, som bestod i forplejning og overnatning til pacerne på Damhuskroen i Rødovre. 
En forklaring på, at Susanne Lindberg blev accepteret i cykelsportsmiljøet, kan være, at Charles Hansen var en af 1890'ernes bedste landevejsryttere og desuden idrætsleder. Ud over hende var der kun ganske få kvindelige cykelryttere, bl.a. Johanne Jørgensen. Ifølge datidens opfattelse var idræt upassende og farlige aktiviteter for kvinders krop og psyke, hvis de blev dyrket på “uheldig Maade”, dvs. med konkurrence for øje.
Som det var karakteristisk for datidens idrætskvinder, stoppede Susanne Lindberg sin karriere, da hun i 1899 blev gift, Hun fik med tiden syv sunde børn og punkterede dermed mange skeptikeres argumenter om, at cykling var skadeligt for kvinder. Ægteskabet med Charles Hansen opløstes 1930.